# Zum ewigen Frieden

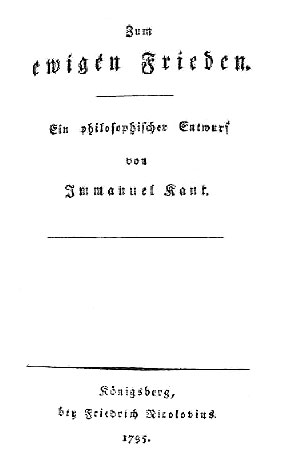
Titelseite des Werks

Die Altersschrift Zum ewigen Frieden. Ein philosophischer Entwurf (erste Auflage 1795 (zit. als A) 104 S., zweite, erweiterte Auflage 1796 (zit. als B), 112 S.) gehört zu den bekanntesten Werken des deutschen Philosophen Immanuel Kant. Moderne Bedeutungen des Begriffs Frieden gehen entscheidend auf die hier vorgestellte Theorie zurück.
In Form eines Friedensvertrages wendet Kant seine Moralphilosophie (vgl. Grundlegung zur Metaphysik der Sitten, Kategorischer Imperativ) auf die Politik an, um die Frage zu beantworten, ob und wie dauerhafter Frieden zwischen den Staaten möglich wäre. Dazu müssen von der Vernunft geleitete Maximen eingehalten werden, die aus den zugrundeliegenden Begriffen entwickelt werden. Für Kant ist Frieden kein natürlicher Zustand zwischen Menschen, er muss deshalb gestiftet und abgesichert werden. Die Gewährung des Friedens erklärt Kant zur Sache der Politik, die andere Interessen dabei der kosmopolitischen Idee eines allgemeingültigen Rechtssystems unterzuordnen habe; denn so heißt es im Anhang: „Das Recht der Menschen muß heilig gehalten werden, der herrschenden Gewalt mag es auch noch so große Aufopferung kosten.“ Immanuel Kant: AA VIII, 380
Bekannt geworden sind die Ideen des Völkerrechts, das die Verbindlichkeit der zwischenstaatlichen Abkommen fordert, und die Ausrichtung des Friedens als völkerrechtlichen Vertrag. In den Internationalen Beziehungen wird „Zum ewigen Frieden“ den liberalen Theorien zugeordnet. Die Charta der Vereinten Nationen wurde wesentlich von dieser Schrift beeinflusst.

## Aufbau des Werkes
Der Aufbau des Werkes benutzt als Gestaltungsmittel die Form eines Vertrages. Damit wird suggeriert, Politiker könnten den Text als Entwurf für eine entsprechende Vereinbarung zwischen Staaten verwenden. Der Text ist in zwei Hauptabschnitte, zwei Zusätze sowie einen Anhang gegliedert – so als sei er das Ergebnis einer Verhandlung. Die Präambel enthält sogar den Hinweis auf eine salvatorische Klausel, dass also im Streitfall über eine Detailregelung die übrigen Regelungen ihre Gültigkeit nicht verlieren und der strittige Punkt im Geiste des gesamten Vertrages neu zu regeln sei. Karl Jaspers schrieb 1958, man könne diese auch ironisch verstehen. Hierfür spricht Kants humorvoller Hinweis, dass der Titel der Schrift aus der Anregung auf „dem Schilde jenes holländischen Gastwirths, worauf ein Kirchhof gemalt war“ (Präambel) entstanden sei. Tatsächlich wendet sich Kant mit seiner salvatorischen Klausel auch gegen eine mögliche Zensur der Schrift als staatsgefährdend.
Der erste Abschnitt beinhaltet sechs Präliminarartikel; diese sind als Verbotsgesetze formuliert, da sie notwendige Bedingungen für einen ewigen Frieden darstellen. Im zweiten Abschnitt werden drei Definitivartikel zum ewigen Frieden unter Staaten formuliert, in denen ein geordnetes Rechtssystem für die vertragschließenden Staaten gefordert wird. Hier bereitet Kant sehr knapp die erst später (1797) veröffentlichte Rechtslehre in der Metaphysik der Sitten vor. Ewiger Frieden kann demnach nur in einer republikanischen Rechtsordnung herrschen. Angeschlossen sind zwei Zusätze, in denen Kant formuliert, welche Bedingungen für den ewigen Frieden zu beachten sind. Auch wenn es manchmal kriegerische Rückfälle gebe, so sei dennoch der ewige Frieden das teleologische Ziel der Geschichte. Zur Durchsetzung des ewigen Friedens könne es strategisch manchmal sinnvoll sein, dass Regierungshandeln nicht-öffentlich stattfinde. Den Abschluss der Schrift bilden die beiden Abschnitte des Anhangs, in dem Kant fordert, dass Politik die Moral beachte und dass ein republikanisch entstandenes Recht unter keinen Umständen gebrochen werden dürfe; Politik und Rechtspraxis benötigen, so Kant, die Überwachung durch die Öffentlichkeit.

## Inhalt

### Die sechs Präliminarartikel
Die Präliminarartikel stellen Bedingungen dar, die erfüllt sein sollten, damit Frieden zwischen Staaten dauerhaft und nachhaltig möglich ist. Sie sind als Verbotsartikel formuliert, die das Handeln der Staaten im Interesse des Friedens einschränken. Kant erläutert, dass die Präliminarartikel 1, 5 und 6 strikte und absolute Voraussetzungen eines dauerhaften Friedens sind, während Artikel 2, 3 und 4 regulativ seien, deren Umsetzung und Einhaltung also erst mit dem Friedensschluss erfolgen muss und eine Verzögerung (etwa durch Abrüstung, Entlassung abhängiger Staaten in Autonomie mit bloßer Personalunion bei eigener Gesetzgebung und Rechtsprechung, Rückzahlung von Anleihen) oder sogar durch einen Bestandschutz eingeschränkt sind. Immanuel Kant: AA VIII, 347

#### 1. „Es soll kein Friedensschluss für einen solchen gelten, der mit dem geheimen Vorbehalt des Stoffs zu einem künftigen Kriege gemacht worden.“
Im ersten der sechs Präliminarartikel geht es Kant um den Unterschied zwischen echtem und unechtem Frieden. Ein Friedensschluss, der nicht die Kriegsgründe beseitigt, sei ein bloßer Waffenstillstand; Frieden sollte ohne Vorbehalte geschlossen werden. Das verlangt, dass möglicherweise noch bestehende, aber unbekannte oder zurückgehaltene Ansprüche der Konfliktparteien mit dem Friedensschluss als erledigt gelten sollen.

#### 2. „Es soll kein für sich bestehender Staat (klein oder groß, das gilt hier gleichviel) von einem anderen Staate durch Erbung, Tausch, Kauf oder Schenkung erworben werden können.“
Der zweite Präliminarartikel unterscheidet zwischen dem Territorium eines Staates, der eine Habe darstellt, und dem Staat selbst als einer autonomen Gesellschaft, deren Autonomie und deren Regierungsbefugnis über die Mitglieder der Gesellschaft sich durch einen gedachten Gesellschaftsvertrag begründet, durch den er sich zu einer moralischen Person vereinigt hat. Der Verkauf eines solchen Staates habe nach Kant die „Aufhebung der Existenz des Staates als moralische Person“, also eine Entwürdigung der im Staat lebenden Menschen zur Folge, was der Idee des zugrundeliegenden Gesellschaftsvertrages widerspräche. Damit ist auch der Truppenverkauf, durch den Bürger in die Gewalt eines anderen Staates gegeben werden, nicht vereinbar. Der Staat und seine Bürger sind unveräußerlich.

#### 3. „Stehende Heere (miles perpetuus) sollen mit der Zeit ganz aufhören.“
Im dritten Präliminarartikel plädiert Kant für die Abschaffung stehender Heere. Nach Kant führen diese zur wechselseitigen Bedrohung und somit zum Wettrüsten zwischen den Staaten, bis die Kosten des Heeresunterhalts die Kosten eines Angriffskrieges übersteigen. Eine Berufsarmee stellt nach Kant eine Entwürdigung der Berufssoldaten dar, sofern diese als Werkzeug zum Töten betrachtet würden. Nur eine bloß zur Verteidigung ausgelegte Staatsbürgerarmee sei mit friedlichen Zielen vereinbar.

#### 4. „Es sollen keine Staatsschulden in Beziehung auf äußere Staatshändel gemacht werden.“
Im vierten Präliminarartikel spricht sich Kant gegen Kriegskredite aus. Die Verfügbarkeit der Mittel erhöhe die Bereitschaft, einen Krieg zu beginnen, insbesondere dadurch, dass sich durch ein Kreditsystem mit wechselseitiger Verschuldung die Menge beliebig erhöhen lässt und so auf den Kriegserfolg und damit die Niederlage eines anderen Staates ein Spekulationsgeschäft angestellt würde. Dritte Staaten müssten eine solche Anleihe zwischen Staaten von vornherein als Angriffsbündnis verstehen. Kriegskredite zwischen Staaten seien also weder zu geben noch zu nehmen.

#### 5. „Kein Staat soll sich in die Verfassung und Regierung eines andern Staats gewalttätig einmischen.“
Der fünfte Präliminarartikel formuliert ein Prinzip der Nichteinmischung, wonach nicht in die Verfassung oder Regierung eines Staates eingegriffen werden darf: Die Souveränität eines Staates müsse in jedem Fall respektiert werden. Für eine Intervention kann es nach Kant keine Rechtsgrundlage geben, solange dieser nicht die Rechte eines anderen verletzt. Bloße innere Unruhe oder wahrgenommenes Unrecht innerhalb des Staates hingegen stellt nach Kant keine Verletzung der Rechte eines anderen Staates dar. Der Friedensbruch durch die Intervention wiegt schwerer als der Skandal der Gesetzlosigkeit im Inneren eines Staates. Nur im Falle eines so weit fortgeschrittenen Bürgerkrieges, in dem sich ein Staat klar gespalten hat und die Teile jeweils intern eine staatliche Ordnung garantieren, ist es Dritten erlaubt, Partei zu ergreifen.

#### 6. „Es soll sich kein Staat im Kriege mit einem andern solche Feindseligkeiten erlauben, welche das wechselseitige Zutrauen im künftigen Frieden unmöglich machen müssen: als da sind, Anstellung der Meuchelmörder (percussores), Giftmischer (venefici), Brechung der Kapitulation, Anstiftung des Verrats (perduellio) in dem bekriegten Staat etc.“
Der letzte Präliminarartikel formuliert schließlich eine Kriegsordnung. Er verbietet den Staaten, im Kriege Mittel in Anspruch zu nehmen, die das Vertrauen auf einen möglichen Friedensschluss nachhaltig zerstören. Die Anwendung der aufgezählten „unehrenhaften Mittel“ zerstören die wechselseitige moralische Achtung, so dass ein Krieg von Kampfhandlungen zur Durchsetzung von Interessen in einen Vernichtungskrieg umschlagen kann. Ein Krieg dient nach Kant zur Entscheidung von Ansprüchen, die beide Parteien behaupten. Dabei befinden sich beide Parteien auf der gleichen Ebene. Bei einem Verstoß gegen die Kriegsordnung kann nun keine übergeordnete Instanz im Sinne eines Bestrafungskrieges eingreifen, so dass die Kriegsparteien, die sich einen solchen Verstoß vorwerfen, in einen Vernichtungskrieg geraten, der nicht anders als durch die Vernichtung einer Partei entschieden werden kann.

### Die drei Definitivartikel
Ziel der Definitivartikel ist es, die Friedensordnung zu bestimmen. Es handelt sich also nicht um Voraussetzungen des Friedens, sondern um notwendige Bestimmungen der Form, die er annehmen muss. Da für Kant Frieden nicht bloß die Abwesenheit aktiver Feindseligkeiten ist, bedarf der Frieden einer Ordnung, die die moralischen Personen (z. B. Menschen und Staaten) in klare Verhältnisse bringt, in denen jeweilige Rechte geschützt und wechselseitige Verletzungen und Ansprüche auf Basis dieser Rechtsordnungen entschieden werden können. Außerhalb einer solchen bürgerlichen Ordnung herrscht auch zwischen Personen, die sich gegenseitig keinen Schaden de facto zufügen, kein Friede, da ihre Sicherheit nicht wechselseitig garantiert ist. Nur durch den Eintritt in eine gemeinsame Ordnung, in der sich beide einer Obrigkeit unterstellen, garantieren sie sich wechselseitig ihre Sicherheit. Der Naturzustand zwischen den Menschen ist also nach Kant rechtlich betrachtet ein Kriegszustand.
Den Definitivartikeln liegt laut Kant das Postulat zugrunde, dass alle Menschen zum Zwecke des Friedens Teil einer bürgerlichen Ordnung sein müssen. Nach Art der in Rechtsverhältnissen stehenden moralischen Personen lassen sich dabei drei Rechtssysteme unterscheiden: das Staatsbürgerrecht (zwischen Bürgern eines Staates und diesem Staat), das Völkerrecht (zwischen Staaten) und das Weltbürgerrecht (in etwa Menschenrechte, als Rechte zwischen Menschen und Staaten, denen sie nicht angehören). Diese drei Rechtsordnungen sind es, die die Definitivartikel jeweils beschreiben.

#### 1. Die bürgerliche Verfassung in jedem Staate sollrepublikanischsein.
Die Forderung nach einer republikanischen Verfassung leitet Kant aus drei Prinzipien ab, die die Glieder der Gesellschaft als Menschen, Untertanen und Staatsbürger bestimmen: Freiheit, Unterordnung unter das Gesetz, und Gleichheit vor dem Gesetz. Das erste Prinzip fordert die „Freiheit der Glieder einer Gesellschaft“, das zweite die „Abhängigkeit aller von einer einzigen gemeinsamen Gesetzgebung“, das dritte „die nach dem Gesetz der Gleichheit [aller Glieder der Gesellschaft] (als Staatsbürger) gestiftete Verfassung.“ Die Freiheit ist dabei definiert als das Vermögen, im eigenen Handeln nur dem eigenen Willen zu folgen, wo diese nicht ausdrücklich durch das Gesetz untersagt wird, das allgemein und ohne Ausnahme gelten soll. Nach Kant darf kein Teil der Gesellschaft, also auch nicht die Obrigkeit, über dem Gesetz stehen: „Niemand darf davon ausgenommen sein; alle, auch die Mitglieder einer Regierung oder einer gesetzgebenden Körperschaft, sind davon betroffen“. Aus diesen Prinzipien leitet sich die republikanische Form der Verfassung her. Nach Kant ist ein Staat mit republikanischer Verfassung ein friedlicher Staat, da alle Staatsbürger die Folgen ihrer Entscheidungen (als Regierende und Gesetzgeber) gemeinschaftlich tragen.
Kant sieht sich genötigt, die republikanische Form der Verfassung zu spezifizieren: Die Autonomie sieht er nicht durch eine allgemeine Demokratie verwirklicht, sondern durch das Bestehen einer Verfassung, die repräsentative Beteiligung der Bürger an Regierung und Gesetzgebung, zumindest aber an der Entscheidung über Krieg und Frieden, garantiert. Daraus ergibt sich auch die Forderung nach Gewaltenteilung in seiner hier kurz angerissenen Lehre der Herrschafts- und Regierungsformen. Nach Kant kann unabhängig von der Form der Beherrschung (Demokratie, Aristokratie / Oligarchie oder Autokratie / Monarchie) (Herrschergewalt) nach der möglichen Art der Machtausübung im Staat zwischen Republikanismus und Despotie unterschieden werden. In der Despotie sind Gesetzgebung und Regierung in einer Hand, so dass Missbrauch von Macht nicht verhindert wird: die Regierung folgt dem Interesse der Herrschenden. Selbst in einer nicht-republikanischen Demokratie ist das nicht ausgeschlossen, in einer konstitutionellen Monarchie aber gegeben. Nur die republikanische Form folgt den drei Prinzipien und ist nach Kant tauglich für den ewigen Frieden, da hier eine Kontrolle der Macht durch Trennung von Exekutive und Legislative erfolgt: „Der Republikanism ist das Staatsprincip der Absonderung der ausführenden Gewalt (der Regierung) von der gesetzgebenden;“ Immanuel Kant: AA VIII, 352.
Vielleicht auch um der Zensur und Benachteiligungen durch die preußischen Behörden zu entgehen, nennt Kant Übergangsformen, die eine Annäherung an das Ziel der Republik darstellen, und zählt dazu ausdrücklich die Regierung Friedrich II., insofern dessen Maxime „er sei bloß der oberste Diener des Staats“ als Repräsentation aller Bürger und Unterordnung unter das Gesetz verstanden werden könne. „Man kann daher sagen: je kleiner das Personale der Staatsgewalt (die Zahl der Herrscher), je größer dagegen die Repräsentation derselben, desto mehr stimmt die Staatsverfassung zur Möglichkeit des Republikanism, und sie kann hoffen, durch allmähliche Reformen sich dazu endlich zu erheben.“ Immanuel Kant: AA VIII, 353
Kants Entwurf eines republikanisch verfassten Staates ähnelt dem heutigen repräsentativ-demokratischen Rechtsstaat („Gemeint ist die liberale Demokratie, so wie wir sie heute verstehen, also eine rechtlich verfasste, parlamentarische Staatsordnung“).

#### 2. Das Völkerrecht soll auf einemFöderalismusfreier Staaten gegründet sein.
Da Staaten analog zu den Menschen im zwischenstaatlichen Naturzustand im Krieg miteinander stehen, muss auch hier Frieden bedeuten, in einen Rechtszustand überzugehen. Dieser kann nach Kant nur durch einen Völkerbund verwirklicht werden. Die Alternative eines Völkerstaat hält er für widersprüchlich: Da Staaten nichts anderes als die Rechtsordnung und Regierungsinstanz der Bürger sind, und diese Ordnung republikanisch sein muss, um dem Frieden zuträglich zu sein, würde ein Völkerstaat in diese wesentliche Funktion der Einzelstaaten eingreifen. Das widerspräche nicht nur dem 5. Präliminarartikel; dadurch würde nicht nur die äußere, sondern auch die innere Freiheit der Staaten eingeschränkt und ihr republikanischer Charakter kompromittiert. Insofern die Bürger der Einzelstaaten unter der Rechtsordnung des Völkerstaats stünden, wäre damit der Einzelstaat auch aufgehoben und alle Völker zu einem verschmolzen. In einem Völkerbund bleiben die Einzelstaaten bestehen, und ihre Souveränität im Inneren wird nicht und im Äußeren kaum eingeschränkt.
Eine Einschränkung ihrer Souveränität widerspricht zwar dem Streben der Regierungen der Einzelstaaten, ihre Macht durch Eroberung auszuweiten, dennoch sieht Kant die Möglichkeit eines Völkerbunds. Gerade in der Anerkenntnis eines Kriegsrechts, zu der die Staaten ja durch keine äußere Instanz genötigt werden können, zeige sich – selbst wo sie nur als Lippenbekenntnis erfolge – die erforderliche „größere, obzwar zur Zeit schlummernde, moralische Anlage im Menschen“. Da Staaten Rechtsstreitigkeiten durch Kriege austragen können, ohne damit die Rechtsfrage klären zu können, kann ein Friedensvertrag nur ein Friede auf Zeit sein. Kant entwirft dagegen die Idee eines „Friedensbundes“, in dem die sich verbündenden Staaten wechselseitig zu „Erhalt und Sicherung“ ihrer jeweiligen Freiheit verpflichten, aber eben ohne sich damit allgemeinen Gesetzen zu unterwerfen. Der Völkerbund ist für Kant eine Minimallösung, die im Gegensatz zum Völkerstaat über keine gemeinsame Rechtsordnung und über keine Zwangsmöglichkeiten zur Sicherung des Friedens verfügt. Der freie Föderalismus kann jedoch als „Surrogat des bürgerlichen Gesellschaftsbundes“ zumindest deren erstes Prinzip umsetzen. Zu seiner Verwirklichung benötigt dieser Völkerbund daher republikanische Staaten als Ausgangspunkt:
„Denn wenn das Glück es so fügt: daß ein mächtiges und aufgeklärtes Volk sich zu einer Republik (die ihrer Natur nach zum ewigen Frieden geneigt sein muß) bilden kann, so gibt diese einen Mittelpunkt der föderativen Vereinigung für andere Staaten ab, um sich an sie anzuschließen, und so den Freiheitszustand der Staaten, gemäß der Idee des Völkerrechts, zu sichern, und sich durch mehrere Verbindungen dieser Art nach und nach immer weiter auszubreiten.“ Immanuel Kant: AA VIII, 356
Tatsächlich scheint Kant aber stattdessen vielmehr eine „Weltrepublik“, die alle Menschen in eine einheitliche Rechtsordnung aufnehmen würde, als logischen Fluchtpunkt des Friedens anzusehen. Da eine solche allerdings erfordern würde, dass die Staaten in ihr aufgehen, widerspräche das sowohl deren Eigeninteresse als auch der Idee eines Völkerrechts. Es liegt also weder im Interesse bestehender Staaten, zu einem Gemeinwesen, das den Anspruch erhebt, Weltstaat zu sein, in eine verbindliche Beziehung zu treten, noch ist es ihnen rechtlich möglich.

#### 3. DasWeltbürgerrechtsoll auf Bedingungen der allgemeinenHospitalitäteingeschränkt sein.
Der dritte Definitivartikel handelt von dem Recht der Hospitalität („Wirthbarkeit“, Besuchsrecht, Gastrecht). Hierbei, so sagt Kant, hat ein jeder Mensch überall Besuchsrecht für ein anderes Land, d. h., er soll überall einreisen können, ohne dass seiner Freiheit zusätzlichen Beschränkungen unterliegen soll; aber er kann auch abgewiesen werden, wenn ihn dies nicht in existentielle Gefahr bringt. Insbesondere darf es nicht rechtmäßig sein, einen Fremden zu berauben oder zu versklaven. Die Hospitalität soll dabei die Aufnahme von Beziehungen grundsätzlich ermöglichen. Kant sieht dies darin begründet, dass ursprünglich kein Mensch ein Vorrecht auf bestimmte Orte der Erde habe, diese aber dennoch endlich und verteilt seien.
Daher ist das Recht des Fremden auch eingeschränkt: ebenso wie er unversehrt das Recht „auf Ankunft“ und zur Aufnahme von Beziehungen erhalten soll, muss dieser das Eigentum und die Kontrolle der Gastgeber über ihren Ort anerkennen; Kant kritisiert hier den Kolonialismus, der außer Soldaten für den Krieg seiner Meinung nach den Kolonialmächten keinen Gewinn bringt. Er differenziert zwischen dem Verbot des Zugangs und der Ansiedelung; darüber hinaus fordert er die Gelegenheit zu freiem Austausch und Begegnung zwischen Besuchern und Bürgern des Gastgeberlandes.
Die Vorstellung eines solchen Weltbürgerrechtes hält Kant durch die stärkere Verflechtung der Völker für möglicherweise durchsetzbar, da durch den freien Austausch „die Rechtsverletzung an einem Platz der Erde an allen gefühlt wird“. Nur indem sein solches Weltbürgerrecht und damit die Möglichkeit der freien Gemeinschaft der Bürger verschiedener Staaten das Recht der Einzelstaaten und das Völkerrecht ergänzt, kann ein „öffentliches Menschenrecht“ überhaupt entstehen – so dass also doch eine globale Rechtsordnung oder zumindest ein gemeinsamer Rahmen möglich wird; und nur durch diese Weise darf die Menschheit annehmen, auf dem Weg zu einem ewigen Frieden zu sein.

### Zusätze

#### Erster Zusatz: Von der Garantie des ewigen Friedens
Nach Kant ist der Friede unter den Menschen ein in der Natur angelegter Endzweck. In Form einer Vorsehung der Natur sei der ewige Friede garantiert, auch wenn die innere Veranlagung des Menschen einen Hang zum Bösen beinhaltet. Allerdings stehen hinter dieser Teleologie keine besonderen Kräfte, alle Ereignisse erfolgen nach Naturgesetzen. Die Zweckorientierung muss man sich gewissermaßen hinzudenken, um die Geschichte zu verstehen.

„Das, was diese Gewähr (Garantie) leistet, ist nichts Geringeres, als die große Künstlerin Natur (natura daedala rerum), aus deren mechanischem Laufe sichtbarlich Zweckmäßigkeit hervorleuchtet, durch die Zwietracht der Menschen Eintracht selbst wider ihren Willen emporkommen zu lassen,
[…]“

Wichtigste Indizien sind für ihn die Tatsachen, dass die Menschheit in allen Bereichen der Erde leben kann und sich auch überallhin verbreitet hat, sowie die Konfliktnatur des Menschen. Da Krieg und Vertreibung zur Ausbreitung der Menschheit über die ganze Erde führen, wo überall unterschiedliche Ressourcen vorgefunden werden, die zu Austausch und Handel führen und die fortdauernde wechselseitige Bedrohung die Menschen dazu bringt, sich unter Gesetze zu begeben, laufe die Menschheitsgeschichte auf den ewigen Frieden hinaus.
Kant umreißt die frühe Menschheitsgeschichte kurz: Zuerst lebten die Menschen als kriegerische Jäger. Gerade die Jagd führte zu Konflikten über die Nutzung von Territorien und daher zur Ausbreitung. Die Entdeckung von Ackerbau, Salz- und Metallgewinnung führte zu Handel und befriedete die Menschen bereits teilweise. Kant sieht sich aber genötigt, darzulegen, wie die Natur die Menschheit zur Umsetzung der Definitivartikel, die als Vernunft- und Freiheitsgesetze moralisch geboten sind, anhalten kann. Dabei geht es vor allem um den Übergang von Ordnungen, die durch die Naturanlagen motiviert und also von Eigennutz, Gewalt und Zwang geprägt sind, mit Gruppen, die Kriege führen und die Fremden keine Rechte zubilligen, zu Staaten mit republikanischer Ordnung, die sich in einer freien Föderation zusammenfinden und ein Weltbürgerrecht anerkennen.
Die Bildung eines Gemeinwesens überhaupt sieht Kant durch Konflikte zwischen Gruppen hinreichend motiviert: Die Gefahr von außen schafft die Notwendigkeit einer inneren Ordnung. Allerdings stellt sich die Frage, wie diese auf natürlichem Wege eine republikanische sein könnte oder ob eine solche nicht vielmehr bereits eine moralische Gesinnung, die den drei Prinzipien des ersten Definitivartikels folgt, voraussetzt.

„Das Problem der Staatserrichtung ist, so hart wie es auch klingt, selbst für ein Volk von Teufeln (wenn sie nur Verstand haben) auflösbar und lautet so: ‚Eine Menge von vernünftigen Wesen, die insgesammt allgemeine Gesetze für ihre Erhaltung verlangen, deren jedes aber ingeheim sich davon auszunehmen geneigt ist, so zu ordnen und ihre Verfassung einzurichten, daß, obgleich sie in ihren Privatgesinnungen einander entgegen streben, diese einander doch so aufhalten, daß in ihrem öffentlichen Verhalten der Erfolg eben derselbe ist, als ob sie keine solche böse Gesinnungen hätten.‘“

Das natürliche Bedürfnis, sich vor den Interessen der anderen zu schützen, führt nach Kant also bereits dazu, dass jeder von den anderen die Einhaltung allgemeiner Regeln wünscht, ohne dass die feste Absicht gegeben wäre, sich selbst diesen Regeln zu unterwerfen. Da nur bei innergesellschaftlichem Frieden die Einhaltung solcher Regeln überwacht und Übertretungen geahndet werden können, bildet sich im Spiel der dynamischen Kräfte ein stabiler Zustand heraus, der äußerlich demjenigen gleicht, der im ersten Definitivartikel normativ gefordert wurde: Die Idee des Rechts entwickelt sich – als Instrument der Absicherung.
Der Inhalt des zweiten Artikels, der freie Föderalismus verschiedener Staaten, führt Kant auf einen Ausgleich des Strebens eines Einzelstaates oder seiner Regierung, sich so weit wie möglich auszudehnen – was zu einem despotischen Universalstaat führen würde, der auf Dauer keinen innergesellschaftlichen Frieden erhalten könnte – und der ethnischen Verschiedenheit, die zwar die Gefahr zu wechselseitigem Hass in sich berge, aber auf lange Sicht durch Stolz auf die Eigenheit und Wetteifer innerhalb der einzelnen Gruppen zivilisatorischen Fortschritt mit sich bringen würde. Die Entwicklung der eigenen gesellschaftlichen Leistungsfähigkeit und freiheitsorientierten Ordnung ist es, die die Staaten wechselseitig zu Toleranz und Akzeptanz in der föderativen Ordnung befähigt.
Dem Weltbürgerrecht der wechselseitigen Öffnung der Staaten sieht Kant schließlich deren kommerzielles Interesse entsprechend: Der allgemeine freie Handel bringt dem Staat die Geldmittel, die dieser zum Zweck der Machtsteigerung erstreben muss. Dieser Umweg über das Interesse der Staaten ist notwendig, denn ein allgemeines Weltbürgerrecht würde die Menschen und die Staaten nicht von wechselseitiger Gewalt abbringen. Nur dadurch, dass der Staat Geld als allgemeinstes (und sogar mit der republikanischen Verfasstheit verträgliches) Machtmittel sieht und Handel insgesamt wohlstandsförderlich ist, haben Staaten eine außermoralische Motivation, den Handel und das dazu erforderliche Weltbürgerrecht zu schützen und Kriege zu vermeiden bzw. vermittelnd zu beenden.

#### Zweiter Zusatz: Geheimer Artikel zum ewigen Frieden
Der zweite Zusatz behandelt den Zusammenhang von Regierungsführung und öffentlicher Meinung und hat die Form eines Geheimartikels. Er stellt eine wesentliche Ergänzung der zweiten Ausgabe [B] dar. Kant legt dar, dass der Einsatz von Geheimartikeln zwar objektiv der Idee eines öffentlichen Rechts widerspricht, subjektiv aber die Würde der abschließenden Parteien schützt, die etwas vereinbart haben, was ihnen geboten schien, was sie jedoch öffentlich in Kritik bringen könnte. Dieses Verhältnis nutzt Kant als Analogie: So kann es beispielsweise dem Ansehen eines Staates gegenüber seinen Untertanen und den anderen Staaten schaden, wenn seine Interessen und Handlungen öffentlich debattiert oder in Frage gestellt werden. Der Staat sollte nach Kants Meinung die Debatte dennoch als beratende Stimme zur Kenntnis nehmen, aber ein offenes Geheimnis daraus machen, ob und welchen Argumenten er folgt. So kann der Staat sich von der öffentlichen Meinung belehren lassen, ohne an Autorität einzubüßen. Kant verweist hier besonders auf die Rolle der Philosophen, die für die Juristen als Beamte, Gesetzgeber und im Gerichtswesen Rechtsfragen diskutieren können, wo jene an das geltende Recht gebunden sind.

### Anhänge

#### Über dieMisshelligkeitzwischen der Moral und der Politik, in Absicht auf den ewigen Frieden
Kant untersucht im ersten Anhang die Frage, ob Politik moralisch sein kann oder muss. Ein Widerspruch kann hier nach Kant nur auftreten, wenn die Politik als Klugheitslehre aufgefasst wird, die keine absoluten Gebote kennt. Wo aber Moral als Theorie der Rechte und Pflichten eines jeden verstanden wird, sind Politik und Staatslehre als Anwendung und Umsetzung der Moral zu verstehen. Also muss sie a priori in „Einhelligkeit“ dazu stehen, ohne dass die Moral unmögliche Forderungen an die Politik erhebt. Denn für Kant ist das Sollen durch das Können eingeschränkt. Dennoch geht Kant davon aus, dass die Gebote der Moral (sofern man sich in ihnen nicht täuscht) sich niemals aus Gründen der Klugheit den Umständen beugen müssen. Als Beispiel nennt er das absolute Verbot der Lüge.
Zum ewigen Frieden (als normativem Ziel der Politik) ist es erforderlich, dass sich alle gemeinsam der Rechtsordnung unterstellen. Das überfordert den Einzelnen – wenn er sich an Gesetze hält, die die anderen missachten, begibt er sich in Gefahr. Die Vereinigung zu einem Staat unter einer Rechtsordnung scheint daher darauf angewiesen zu sein, dass sich einer mit Gewalt zum Herrscher aufschwingt. Warum aber sollte der Herrscher sich selbst ebenfalls den Gesetzen unterwerfen? Hobbes hatte im Leviathan deshalb den Herrscher außerhalb des Gesetzes gestellt. Für eine Republikanische Ordnung im Sinne Kants muss er die Gesetze sogar repräsentativ, also in Vertretung und im Interesse des Volkes festlegen. Die Problematik wiederholt sich auf der zwischenstaatlichen Ebene: Die Inhaber der Übermacht oder Gewalt sollten auf ihre eigene Willkür zugunsten des Gesetzes und der gemeinschaftlich bestimmten Rechtsordnung verzichten. Zur Lösung dieses Problems verweist Kant auf den Begriff des Rechts selbst. Dieser impliziert, dass das Handeln mehr ist als eine von empirischen Eigeninteressen (in Anbetracht des Hangs der Menschen zum Bösen) und Möglichkeiten bestimmte Mechanik. Es muss sich also ein „moralischer Politiker“ denken lassen, der moralische Gebote an das Politische Handeln heranträgt, wohingegen ein „politischer Moralist“, der also die Moral der Politik unterordnet, dem eigentlichen Moralbegriff widerspricht.
Für diesen moralischen Politiker ergeben sich bestimmte Maximen. So ist es für ihn geboten, Gesetze, die dem Naturrecht nicht entsprechen, allmählich zu reformieren und nicht radikal umzustürzen; denn Letzteres führt zur zivilen Unruhe bis zum Bürgerkrieg. Das Gleiche gilt für die Verfassung, wo Kant einen Wandel der Verfassungspraxis zur republikanischen Form deutlich vor einen Wechsel de jure stellt, da das Volk durch Beteiligung erst den Rechtsbegriff als erfüllt erlebt und so selbst die notwendige Achtung und Befähigung erwirbt, die Gesetzgebung allein zu gestalten. Ebenso ist während einer Revolution im Sinne des Friedens und Republikanismus die Bestrafung der Aufrührer geboten, nach einer erfolgreichen Revolution jedoch die Vorstellung einer Rückkehr zur alten Ordnung unmoralisch. Auch soll ein Staat von außen nicht gezwungen werden, seine despotische Form abzulegen, wenn dies seine Sicherheit und seinen Fortbestand gefährdet.
Praktizierende Juristen hielten immer die gegenwärtige Verfassung für die beste, schreibt Kant. Wenn sie aber über Gesetzgebung entschieden, dann bliebe zu vieles aus der alten Verfassung bestehen. Praktizierende Juristen des Despotismus würden eine neue Verfassung nach folgenden Grundsätzen erarbeiten: 1. Eigenmächtige Besitznehmungen des Herrschenden, 2. Leugnung von Verantwortung für Schlechtes, 3. Teile und herrsche (vgl. Divide et impera).
Die Bosheit der Menschen komme nicht aus ihnen selbst, sondern resultiere aus einer noch nicht vollständig entwickelten Kultur. In einem Staat schwäche sich Bosheit jedoch ab, da sich die Menschen gegenseitig auf rechtmäßiges Handeln verpflichteten. Der Begriff des Rechts sei für den Menschen sowohl privat als auch öffentlich bedeutsam. Kant wirft die rhetorische Frage auf, was höher stehen solle: der Zweck (als moralische Gesinnung) oder die Freiheit (Handle so, dass du wollen kannst, deine Maxime solle ein allgemeines Gesetz werden – der Zweck mag sein welcher er wolle)? Letzteres müsse vorangehen, schließt Kant, da es eine unbedingte Notwendigkeit für das Rechtsprinzip sei. Wie genau man aber zum ewigen Frieden gelange, sei ungewiss. Je weniger Menschen den ewigen Frieden als Zweck verfolgten, desto näher seien sie ihm. Das liege am gemeinsamen Willen, eine rechtlich verfasste Gesellschaft zu schaffen. Gesetze würden nicht dazu erlassen, Wohlstand oder Glückseligkeit zu schaffen, sondern um das Recht auf Freiheit und Gleichheit eines jeden zu wahren. Politik könne sich ohne Moral also gar nicht entwickeln.

#### Von der Einhelligkeit der Politik mit der Moral nach dem transzendentalen Begriffe des öffentlichen Rechts
Aus dem Grundsatz, dass jeder Rechtsanspruch öffentlich bekannt sein müsse, um nicht Unrecht zu sein, zieht Kant folgenden Schluss, der einen Blick nicht auf seine Moral, sondern auf seinen Rechtsbegriff zulässt:
1. Im Staatsrecht sei der Widerstand gegen die Staatsgewalt (selbst bei einer Tyrannis) Unrecht, weil ein Aufstandsrecht nicht Bestandteil einer Verfassung sein kann.
2. Im Begriff des Völkerrechts sei der Begriff der Publizität (Öffentlichkeit) bereits enthalten. Völkerrecht dürfe nicht auf Zwangsgesetzen beruhen (wie das Staatsrecht), sondern auf einer freien Verbindung von Staaten in der Absicht, untereinander den Frieden zu erhalten. Es gebe allerdings Fälle, in denen die öffentliche Äußerung von Absichten dem damit angestrebten Ziel zuwiderlaufe: a) wenn ein Herrscher eine Abmachung mit einem anderen Staat zum Schutze seines Volkes nicht einzuhalten gedenke; b) bei einem geplanten Präventivschlag gegen ein zu mächtig werdendes Nachbarland; c) bei der geplanten Unterwerfung eines separatistischen Landes(teils). Völkerrecht und Moral stimmten aber überein, wenn der Rechtsbund der Staaten beabsichtige, Kriege zu verhindern. Trotzdem würden oftmals Verträge mit mächtigeren und größeren Staaten günstiger ausgelegt. Mit der Moral als Individual-Ethik, ist die Politik leicht einverstanden, aber ihre Bedeutung als Rechtslehre streite sie allzu oft ab. Vielmehr sollten Recht und Moral in allen Gesetzen gleichermaßen gültig sein, wo die Publizität dem Zweck des Gesetzes nicht zuwiderlaufe.

## Rezeption
Bereits Johann Gottlieb Fichte maß der Schrift Kants in einer Rezension eine große Bedeutung in „wissenschaftlicher Rücksicht“ bei. Ein öffentlich-rechtlich gesicherter Friede war für ihn nicht nur ein „frommer Wunsch“, sondern eine „notwendige Aufgabe der Vernunft“.
Julius Ebbinghaus schrieb 1929: „Wer sich durch Kants Metaphysik der Sitten in den Bedingungszusammenhang einführen läßt, auf dem die Möglichkeit einer sittlichen Beurteilung des Krieges beruht, der bemerkt bald, daß er zu all den Gleisen quer zu liegen kommt, in denen sich die öffentliche Meinung der Gegenwart bewegt [...] und man muß die moderne Höllenpredigt gegen den Krieg weit hinter sich lassen, wenn man zu den Sternen emporgelangen will, an denen sich das Licht der pax kantiana entzündete“.
Karl-Otto Apel bescheinigt der Friedensschrift auch am Ende des 20. Jahrhunderts eine „weltgeschichtliche Aktualität“. Den Grund dafür sieht Ernst-Otto Czempiel in der aktuellen politischen Geschichte: „Die Demokratisierungsprozesse in Osteuropa und der GUS folgten genau dem Kantischen Script: Die Demokratie breitet sich von selbst aus, weil sie das Herrschaftssystem ist, das die gesellschaftlichen Anforderungen nach wirtschaftlicher Wohlfahrt und herrschaftlicher Partizipation, natürlich auch nach Frieden, optimal, wenn auch nicht maximal, erfüllt.“
Trotz der anerkannten Vision Kants wertet Ludger Kühnhardt seinen Entwurf als unrealistisch und pädagogisches Ideal. Insbesondere fehle die Beschreibung des Weges zu dem schönen Ziel. Allerdings stellt er auch fest: „Kant dürfte erfreut darüber gewesen sein, wenn er gewußt hätte, daß die Themen, die er in seinen drei Definitivartikeln in den Mittelpunkt der Suche nach einer dauerhaften Friedensordnung gestellt hat, auch zwei Jahrhunderte nach seiner Publikation Schlüsselfragen der Politik in den Staaten und zwischen den Staaten geblieben sind.“
Über die Vision und den normativen Anspruch hinaus gibt es Kant-Interpreten, die in der Friedensschrift die Grundlegung zu einer Theorie der Politik sehen. So stellt Volker Gerhardt fest: „Merkwürdig ist nur, daß diese Ausweitung des Problembestandes über Ethik und Recht hinaus auf das weite Feld der realen Politik von den Kant-Interpreten bislang kaum beachtet worden ist. Deshalb ist ihnen auch entgangen, daß hier – unter den Voraussetzungen der Vernunftkritik – eine Theorie der Politik entworfen wird.“ Ähnlich ist das Werk nach Otfried Höffe „nicht nur Friedenstraktat, sondern eine systematische Philosophie der Politik, verstanden als Theorie von Recht und Staat“. Dagegen negiert Georg Geismann den moralischen Anspruch und hält die Schrift stattdessen (mit Fichte und Ebbinghaus) für im „wesentlichen Rechtslehre, genauer: apriorische Rechtslehre“, d. h. Kant verzichtet für ihn gänzlich auf den moralischen Zeigefinger und gründet seine Schrift allein auf die Vernunft.

## Ausgaben
- Zum ewigen Frieden. Ein philosophischer Entwurf. Friedrich Nicolovius, Königsberg  1795 (Google Books).
- Zum ewigen Frieden. Ein philosophischer Entwurf. Neue vermehrte Auflage. Frankfurt und Leipzig 1796  (Google Books).
- Über den Gemeinspruch: Das mag in der Theorie richtig sein, taugt aber nicht für die Praxis; Zum ewigen Frieden, ein philosophischer Entwurf. Mit Einleitung, Anmerkungen, Bibliographie, Verzeichnis der Vorarbeiten, Personen- und Sachregister, hrsg. von Heiner Klemme, Meiner Hamburg 1992, ISBN 978-3-7873-1030-2
- Zum ewigen Frieden und andere Schriften. Fischer, Frankfurt 2008, ISBN 978-3-596-90021-3
- Zum ewigen Frieden. Ein philosophischer Entwurf. hrsg. von Rudolf Malter, Reclam, Stuttgart 2008, ISBN 978-3-15-001501-8
- Zum ewigen Frieden. Mit den Passagen zum Völkerrecht und Weltbürgerrecht aus Kants Rechtslehre. Kommentar von Oliver Eberl und Peter Niesen. Suhrkamp, Frankfurt 2011, ISBN 978-3-518-27014-1 (Leseprobe; PDF; 168 kB)
- Zum ewigen Frieden. Ein philosophischer Entwurf. Vollständige Neuausgabe mit einer Biographie des Autors. hrsg. von Karl-Maria Guth, Hofenberg, Berlin 2016, ISBN 978-3-8430-2116-6
- Zum ewigen Frieden. Ein philosophischer Entwurf. Mit einem Geleitwort von Bernd Ludwig, Berliner Verlagsbuchhandel, Berlin 2021, ISBN 978-3-9699-3002-1